# Seleção Norte-Macedônia de Voleibol Feminino
A seleção macedônia de voleibol feminino é uma equipe europeia composta pelas melhores jogadoras de voleibol da Macedônia do Norte. A equipe é mantida pela Federação de Voleibol da Macedônia (Odbojkarska Federatsija Na Makedonija). Encontra-se na 125ª  no ranking mundial da FIVB segundo dados de 6 de outubro de 2015.